# Gärssjön (Umeå socken, Västerbotten, 712593-171503)
Gärssjön är en sjö i Umeå kommun i Västerbotten och ingår i Sävaråns huvudavrinningsområde. Sjön har en area på 0,453 kvadratkilometer och ligger 175 meter över havet. Sjön avvattnas av vattendraget Gärssjöbäcken. Vid provfiske har bland annat abborre, gers, gädda och mört fångats i sjön.

## Delavrinningsområde
Gärssjön ingår i det delavrinningsområde (712512-171480) som SMHI kallar för Utloppet av Gärssjön. Medelhöjden är 187 meter över havet och ytan är 5,94 kvadratkilometer. Räknas de 6 avrinningsområdena uppströms in blir den ackumulerade arean 34,57 kvadratkilometer. Gärssjöbäcken som avvattnar avrinningsområdet har biflödesordning 2, vilket innebär att vattnet flödar genom totalt 2 vattendrag innan det når havet efter 58 kilometer. Avrinningsområdet består mestadels av skog (74 procent). Avrinningsområdet har 0,47 kvadratkilometer vattenytor vilket ger det en sjöprocent på 8 procent.

## Fisk
Vid provfiske har följande fisk fångats i sjön:
- Abborre
- Gärs
- Gädda
- Mört
- Siklöja